# Erlon
Erlon és un municipi francès situat al departament de l'Aisne i a la regió dels Alts de França. L'any 2007 tenia 289 habitants.

## Demografia

### Població
El 2007 la població de fet d'Erlon era de 289 persones. Hi havia 108 famílies de les quals 24 eren unipersonals (24 dones vivint soles i 24 dones vivint soles), 20 parelles sense fills, 52 parelles amb fills i 12 famílies monoparentals amb fills.
La població ha evolucionat segons el següent gràfic:
Habitants censats

### Habitatges
El 2007 hi havia 122 habitatges, 107 eren l'habitatge principal de la família, 9 eren segones residències i 5 estaven desocupats. Tots els 122 habitatges eren cases. Dels 107 habitatges principals, 95 estaven ocupats pels seus propietaris i 13 estaven llogats i ocupats pels llogaters; 6 tenien dues cambres, 15 en tenien tres, 20 en tenien quatre i 67 en tenien cinc o més. 78 habitatges disposaven pel capbaix d'una plaça de pàrquing. A 50 habitatges hi havia un automòbil i a 48 n'hi havia dos o més.

### Piràmide de població
La piràmide de població per edats i sexe el 2009 era:
| Homes | Edats   | Dones |
| ----- | ------- | ----- |
| 0     | 95 o +  | 0     |
| 4     | 90 a 94 | 4     |
| 0     | 85 a 89 | 4     |
| 0     | 80 a 84 | 0     |
| 0     | 75 a 79 | 4     |
| 0     | 70 a 74 | 4     |
| 8     | 65 a 69 | 8     |
| 4     | 60 a 64 | 4     |
| 8     | 55 a 59 | 4     |
| 12    | 50 a 54 | 16    |
| 12    | 45 a 49 | 8     |
| 16    | 40 a 44 | 8     |
| 24    | 35 a 39 | 16    |
| 4     | 30 a 34 | 12    |
| 16    | 25 a 29 | 8     |
| 8     | 20 a 24 | 8     |
| 12    | 15 a 19 | 12    |
| 12    | 10 a 14 | 28    |
| 24    | 5 a 9   | 12    |
| 0     | 0 a 4   | 8     |

## Economia
El 2007 la població en edat de treballar era de 194 persones, 127 eren actives i 67 eren inactives. De les 127 persones actives 110 estaven ocupades (69 homes i 41 dones) i 17 estaven aturades (5 homes i 12 dones). De les 67 persones inactives 19 estaven jubilades, 19 estaven estudiant i 29 estaven classificades com a «altres inactius».

### Ingressos
El 2009 a Erlon hi havia 106 unitats fiscals que integraven 285 persones, la mediana anual d'ingressos fiscals per persona era de 13.552 €.

### Activitats econòmiques
Dels 7 establiments que hi havia el 2007, 1 era d'una empresa extractiva, 1 d'una empresa de construcció, 1 d'una empresa de comerç i reparació d'automòbils, 3 d'empreses de serveis i 1 d'una empresa classificada com a «altres activitats de serveis».
Dels 2 establiments de servei als particulars que hi havia el 2009, 1 era una lampisteria i 1 perruqueria.
L'any 2000 a Erlon hi havia 9 explotacions agrícoles que ocupaven un total de 1.075 hectàrees.

## Equipaments sanitaris i escolars
El 2009 hi havia una escola elemental integrada dins d'un grup escolar amb les comunes properes formant una escola dispersa.

## Poblacions més properes
El següent diagrama mostra les poblacions més properes.